# Him (película)
Him es una película pornográfica gay estadounidense de 1974 producida para audiencias homosexuales, inspirándose en la vida y obra de Jesús de Nazaret. Fue dirigida por Ed D. Louie (seudónimo de Ed Lui)  y contó con el muralista gay Gustav "Tava" Von Will en el papel de Jesucristo. Es una película perdida.

## Trama
Him se centra en un joven gay que desarrolla una fijación erótica con la vida de Jesucristo. De acuerdo a una reseña escrita por el pornógrafo Al Goldstein, Jesús realiza varios actos sexuales, algunos de forma anal, mientras está siendo crucificado.

## Lanzamiento
La película se estrenó inicialmente el 27 de marzo de 1974 en 55th Street Playhouse, ubicado en la ciudad de Nueva York, siendo mostrada por varios cines alrededor del país.

## Conservación
A 2025, no se ha localizado ninguna copia de Him. Fue citada entre las películas perdidas más buscadas por la revista en línea Film Threat.
Muchas páginas de Internet han intentado desacreditarla como un engaño, debido a la admisión de los Medved en los premios Golden Turkey de que su libro incluía una película inexistente que desafiaron a los lectores a identificar. El verdadero engaño, sin embargo, fue Dog of Norway, una película ficticia ilustrada con una fotografía del perro mascota de los Medved.
Reseñas de Him de la revista Screw, Variety y The Village Voice  también fueron descubiertas; junto con una serie de anuncios en periódicos para su presentación teatral en Nueva York.  La película también recibió una mención en la revista Time. 
Se ha descubierto más información sobre "Ed D. Louie", y en realidad se trataba de Ed Lui, artista multidisciplinario y sobrino del propietario del 55th Street Playhouse, Frank Lee.